# Szökőnap
A szökőnap a Gergely-naptár szerinti szökőév februári hónapjába beékelt toldaléknap, amelyre   azért van szükség, hogy a naptárt szinkronba hozza a csillagászati (tropikus évvel) vagy évszakok szerinti idővel.

## Február 29. vagy február 24.
Annak, hogy melyik napot tekintjük szökőnapnak, naptártörténeti oka van. Nem egyszerűen kap a hónap egy toldaléknapot február végén, hanem a február 24. napja duplázódik meg, így a szökőnap a hagyományos év február 23. és 24. napja közé ékelődik (az eredeti 24. elé, tehát az eredeti 24-éből 25-e lesz, 25-éből 26-a és így tovább), ezért Mátyás névnapja a liturgikus naptárakban és az azt követő februári névnapok mind egy nappal eltolódnak, ami „Mátyás ugrása” néven is ismeretes. Ennek következtében szökőévekben február 24. napján senki sem ünnepli a névnapját.
Ez azért alakult így, mert az ókori római naptár hagyományát követjük. Eredetileg amikor Numa Pompilius i. e. 700 után beemelte a téli időszakot is a számlálásba, a február 23 naposra rövidült, tehát addig volt állandó. Ekkoriban két évente egy 22-23 napos szökőhónapot (mercedonius néven) illesztettek be, mivel az alapév 355 napból állt. Később i. e. 46-tól az időnként beiktatott szökőnapnak is 25-26. között maradt a helye a Julianus-naptárban, mivel a római adórendszerben fontos hónapkezdő nap (kalendae) közelségét akarták ezzel elkerülni.[forrás?]
A rómaiak a hónapok napjait nem előre, hanem a következő hónap kezdetétől levonva számolták vissza. 
Tehát a rómaiak a február 24. napjának megduplázásával képezték a szökőnapot. Vagyis február 23-a március kalendaejának 6. napja, azaz a március 1. előtti 6. nap és február 24-e március kalendaejának 5. napja közé került még egy nap szökőévben, így külön nevet kapott: "március kalendaejának bissextilje", ami annyit tesz: a március kezdete előtti „másodszori” hatodik nap, ez után pedig a rendes évben is megszokott március kalendaejának 5. napja következett (ami közönséges években február 24-e, szökőévben 25-e), ezért van az, hogy nem február 29., hanem 24-e a szökőnap.
Ugyanakkor számos országban figyelmen kívül hagyják a szökőnap naptártörténeti eredetét, és a szökőnapot február 29-re helyezik. Ez a felfogás Magyarországon is terjedni látszik, hiszen néhány kiadó naptárában a szökőnap nem február 24. napjánál, hanem február 29-nél van feltüntetve. Ennek logikája, hogy a február 29. az a dátum, ami csak a szökőévekben fordul elő, hiszen máskor a február csak 28 napos.

## Külső hivatkozások
- Szökőév kalkulátor
- 20120228 Mikor szökik a szökőnap? (Szabadi Péter előadása a Polaris Csillagvizsgálóban 2012. február 28-án [1:30:09], Kulin György Csillagászati Szabadegyetem 2012., YouTube, Csillagaszat, 2012. március 3.)